# The Dub Room Special
The Dub Room Special è un album dal vivo del musicista statunitense Frank Zappa, pubblicato postumo nel 2007.

## Il disco
Il disco fa da colonna sonora all'omonimo film, che combina registrazioni televisive del 1974 a un concerto tenuto a New York nell'ottobre 1981.

## Tracce
1. A Token of My Extreme (Vamp) – 2:29
2. Stevie's Spanking – 5:54
3. The Dog Breath Variations – 1:42
4. Uncle Meat – 2:16
5. Stink-Foot – 3:58
6. Easy Meat – 6:51
7. Montana – 4:24
8. Inca Roads – 9:46
9. Room Service – 9:15
10. Cosmik Debris – 7:44
11. Florentine Pogen – 10:13